# 永安里站
永安里站是一个位于中国北京市朝阳区建外街道建国门外大街、东大桥路交叉口，属于北京地铁1号线与建设中的17号线的地铁换乘站。该站于1999年9月28日随复八线天安门西-四惠东段启用，2016年7月18日加装月台閘門，成为1号线首个安装屏蔽门的车站。

## 位置
该站位于建国门外大街与东大桥路交汇处，车站所在地早期称“祁家园”，后成为20世纪五十年代末期安置修建天安门广场、人民大会堂等建筑而拆迁的居民和建筑工人的永安里周转房，取意“永远安居乐业”而得名。

## 车站设计

### 楼层
1号线永安里站采用地下三层箱型结构。
| 地面层          | 街道                                 | A－C出入口                       |
| 地下通道        | 过街通道                             | 车站用房、过街通道               |
| 地下一层 站厅层 | 站厅                                 | 安全检查、自动售票机、客务中心等 |
| 地下二层 站台层 |                                      | 1号线往古城（建国门）            |
| 地下二层 站台层 | 島式月台，左側開门                   |                                  |
| 地下二层 站台层 | 1号线往环球度假区（八通线） （国贸） |                                  |

### 大堂

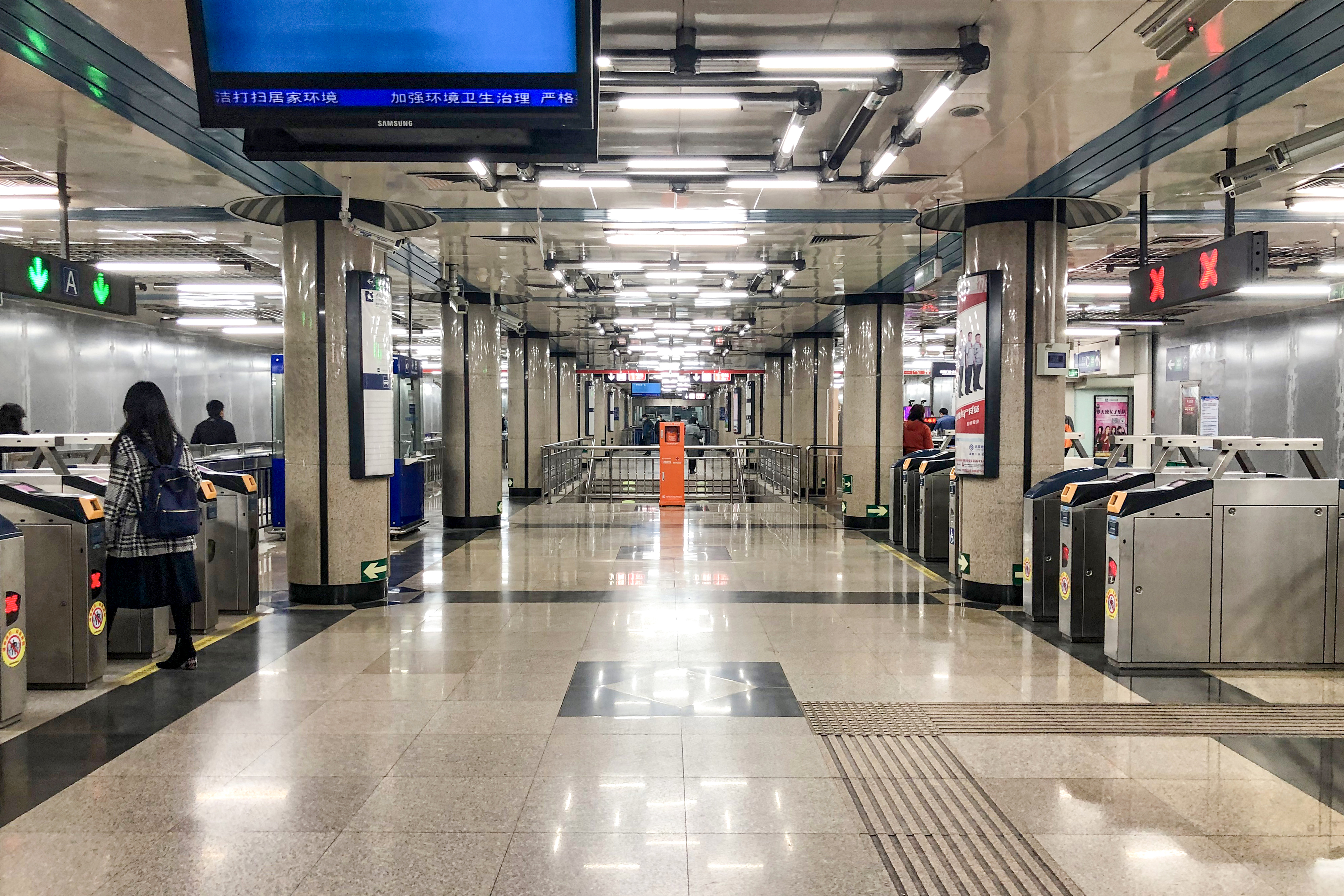
大堂
（2020年11月摄）

1号线永安里站大堂位于建国门外大街地下，设于车站结构的地下二层。17号线车站大堂位于东大桥路地下，计划设置壁画《东方之韵》。

站厅全景图（2017年5月摄）

### 站台
1号线永安里站站台位于建国门外大街地底，属于岛式站台，2016年7月18日加装半高安全门，并于2017年7月9日启用安全门。

站台全景图（2017年3月摄）

## 出口
这个地铁站一共有3个出口：A西北、B东北、C南。其中西北口和秀水街相连，东北口位于贵友大厦内。此外，站厅西南侧还设有通往汇京双子座大厦（原称LG双子座大厦）的通道，该通道并未被赋予出入口编号。
|                           |                      |                        |      |            |
|                           |                      |                        |      |            |
| 编号                      | 指示                 | 建议前往的目的地       | 照片 | 无障碍设施 |
| 出口 · A                  | 建国门外大街（北侧） | 秀水街                 |      | 不適用     |
| 出口 · B                  | 建国门外大街（北侧） | 贵友大厦、北京建国饭店 |      | 不適用     |
| 出口 · C · 轮椅升降台标志 | 建国门外大街（南侧） | SK大厦、双子座大厦     |      |            |
| 出口                      | 汇京双子座           | 建外一道街             |      | 不適用     |
| 註： 設有輪椅升降台       |                      |                        |      |            |

## 历史
1号线永安里站于1992年6月20日与大北窑、热电厂站一同开工，主体结构于1995年3月27日完成。
1999年9月28日，永安里站正式投入运营。